# Fue tan poco tu cariño
«Fue tan poco tu cariño» es el título de una canción compuesta por el compositor mexicano Juan Gabriel y popularizada por la cantante española Rocío Dúrcal.

## Descripción
El tema está incluido en el primer LP de rancheras de Dúrcal, con el que dio un giro a su  carrera musical. Describe el desengaño por un amor ya pasado.
Fue número uno en la lista de los 40 Principales (España), la semana del 3 de junio de 1978.

## Ventas
La canción fue un éxito arrollador tanto en España como en Latinoamérica: En España llegó a alcanzar el puesto número 6 en la lista de los más vendidos en agosto de 1978 y en México llegó al número uno, con 500 000 copias vendidas.

## Versiones
El tema fue versionado por el cantante español Manolo Escobar (1987) y por la mexicana Marisela (2006).